# Morska Biblioteka Cyfrowa
Morska Biblioteka Cyfrowa – biblioteka cyfrowa utworzona w marcu 2009 przez Polską Fundację Morską. Była pierwszą biblioteką wirtualną w województwie zachodniopomorskim. W Morskiej Bibliotece Cyfrowej udostępniane jest ponad 1700 publikacji – są to cyfrowe wersje książek, czasopism oraz materiałów ikonograficznych, kartograficznych, dokumentów i zbiorów multimedialnych.
Zadaniem Morskiej Biblioteki Cyfrowej jest zapewnienie dostępu do materiałów dotyczących szeroko rozumianych związków Polski z morzem, zabezpieczanie i udostępnianie dziedzictwa kulturowego.
W ramach programu Morska Biblioteka Cyfrowa realizowane są następujące zadania: 
- bibliografia polskiej literatury marynistycznej online.
- digitalizacja materiałów archiwalnych (fotografie, dokumenty i inne) polskiego żeglarstwa ze zbiorów organizacji, instytucji i osób prywatnych.
- digitalizacja roczników czasopism żeglarskich i morskich.

Obecnie zasoby cyfrowe których digitalizacją oraz administrowaniem zajmuje się Polska Fundacja Morska znajdują się w wydzielonych Kolekcjach Morskich:
- Śląskiej Biblioteki Cyfrowej (od 23 maja 2018)[4][5].
- Zachodniopomorkiej Biblioteki Cyfrowej "Pomerania" (od września 2019)[6][7].

Zbiory Morskiej Biblioteki Cyfrowej są również udostępniane w Europejskiej Bibliotece Cyfrowej Europeana.